# Fortrose Cathedral

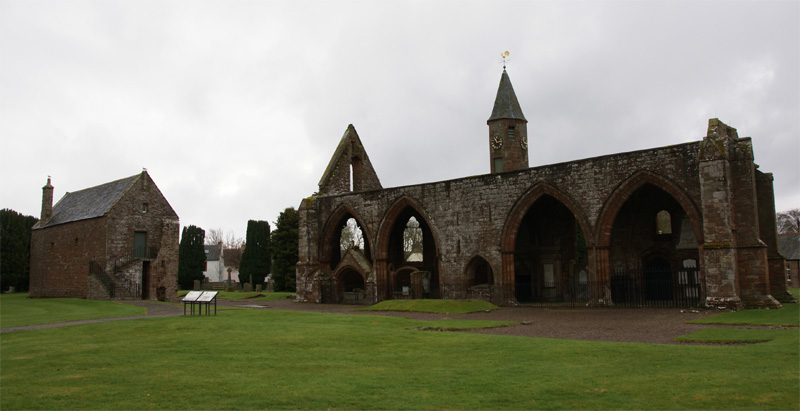
Fortrose Cathedral vanuit het noordwesten met links de kapittelzaal met sacristie en rechts het overgebleven deel van het schip.

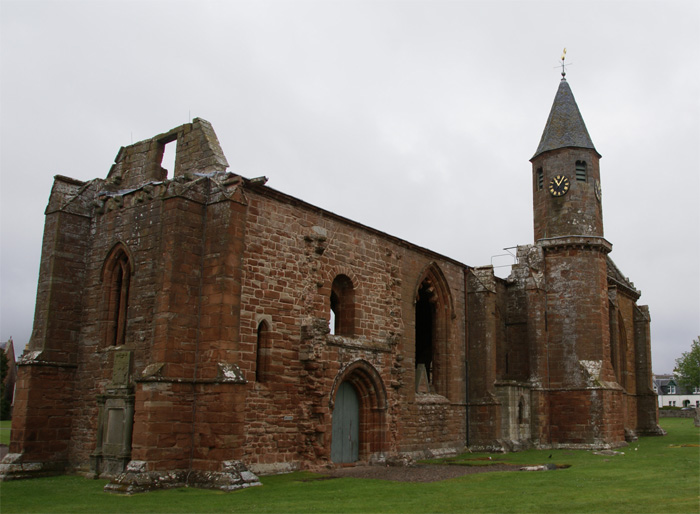
Fortrose Cathedral vanuit het zuidwesten.

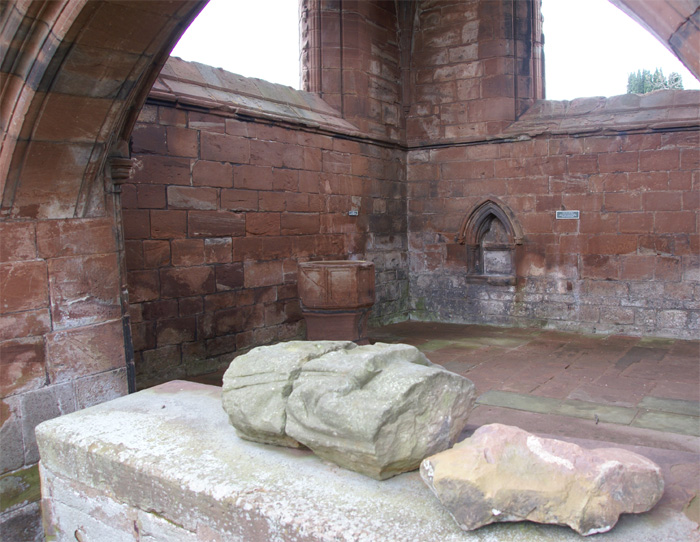
In het meest oostelijke deel van het schip: piscina met doopvont; op de voorgrond het stenen grafbeeld van Euphemia, gravin van Ross.

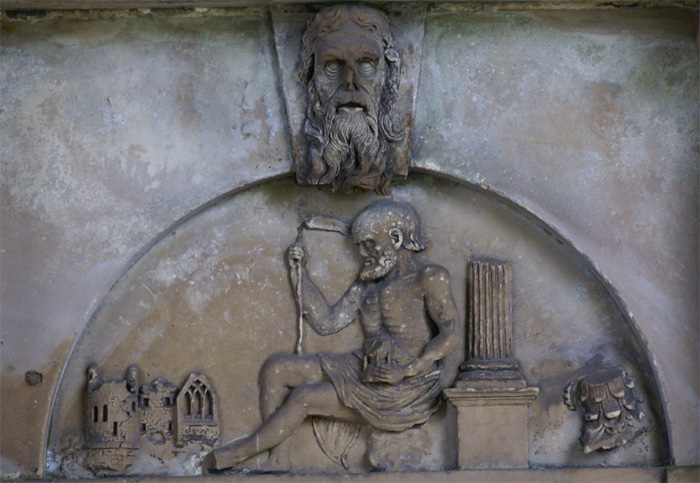
Detail van het grafmonument van Sir Kenneth Mackenzie met de Dood met Redcastle (links).

Fortrose Cathedral is de ruïne van de dertiende-eeuwse kathedraal van Ross, gelegen in Fortrose aan de Moray Firth ten noordoosten van Inverness in de Schotse regio Highlands. Enkel de kapittelzaal, sacristie en het zuidelijk deel van het schip zijn overgebleven.

## Geschiedenis
Het bisdom van Ross werd in 1126 gesticht door David I van Schotland.
Fortrose Cathedral werd in de eerste helft van de dertiende eeuw gebouwd in opdracht van bisschop Robert om de Church of St Peter nabij Rosemarkie te vervangen. Paus Gregorius IX bevestigde deze opdracht in 1236. In de veertiende en vijftiende eeuw werden uitbreidingen, zoals kapellen en een toren, doorgevoerd.
Met de reformatie in 1560 verloor Fortrose Cathedral de status van kathedraal, maar bleef in gebruik als parochiekerk. Toch werd in 1572 het lood van het dak aan Lord Ruthven gegeven, waarna de kerk langzaam verviel tot een ruïne.
In 1626 liet Karel I van Engeland reparaties uitvoeren in een poging de Church of Scotland eenzelfde structuur te geven als de Anglicaanse Kerk.
In de achttiende eeuw stonden slechts naast de sacristie en de kapittelzaal, die tot 1939 als vergaderruimte voor het stadsbestuur en als rechtszaal werden gebruikt, het zuidelijk deel van het schip, die als begraafplaats werd gebruikt, nog overeind.

## Bouw
Van Fortrose Cathedral zijn enkel het zuidelijk deel van het schip en - noordoostelijk ervan - de kapittelzaal met sacristie overgebleven. Het oudste deel is het onderste gedeelte van de kapittelzaal dat uit 1235 stamt; de overige overgebleven delen stammen uit de late veertiende eeuw en de vroege vijftiende eeuw.
De kathedraal was in zijn geheel opgetrokken in rode zandsteen. In het overgebleven deel van het schip bevinden zich een aantal grafstenen en -monumenten van vóór en na de reformatie.
Onder het oostraam bevond zich ooit een altaar. De overgebleven piscina - waar de kelken voor de mis werden gewassen - en ambry (kastruimte) getuigen daarvan. Voor de vroegere plaats van het altaar staat een doopvont uit de late middeleeuwen.
Tussen de drie meest oostelijke van de vijf bogen liggen tafeltombes met beelden van de overledenen. De meest oostelijke is van Euphemia, gravin van Ross, die overleed rond 1400. Die ernaast is van bisschop Robert Cairncross (1539-1545) gevolgd door die van bisschop Fraser (1498-1507).
Het westelijke deel wordt grotendeels ingenomen door grafmonumenten van de families Mackenzie en Seaforth. De meest opvallende is die van Sir Kenneth Mackenzie waarop de Dood wordt afgebeeld met Redcastle, het kasteel van Sir Kenneth.
De kleine klokkentoren is niet oorspronkelijk, maar een latere toevoeging.

## Beheer
Fortrose Cathedral wordt sinds 1851 beheerd door Historic Scotland.